# Марк Едвіж
Марк Едвіж (фр. Marc Edwige, нар. 26 вересня 1986) — гвіанський футболіст, захисник клубу «КСК Каєнна» та національної збірної Французької Гвіани.

## Клубна кар'єра
У дорослому футболі дебютував 2009 року виступами за команду «КСК Каєнна», кольори якої захищає й донині.

## Виступи за збірну
16 листопада 2012 року дебютував в офіційних матчах у складі національної збірної Французької Гвіани в грі проти збірної Гаїті (1:0).
У складі збірної був учасником розіграшу Золотого кубка КОНКАКАФ 2017 року у США, проте на поле жодного разу не виходив.